# Londýnská doprava paraplegiků

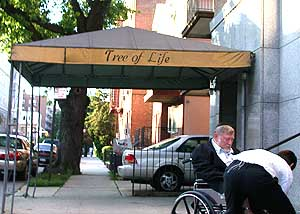

Dopravu paraplegiků v oblasti Velkého Londýna zajišťuje organizační jednotka Transport for London - London Dial-a-Ride.
Tato doprava je poskytována lidem s trvale nebo dlouhodobě sníženou pohyblivostí, kteří nemohou použít běžnou městskou hromadnou dopravu.
Tato služba (označovaná jako door to door services) je vhodná pro kratší cesty, protože v rámci jedné jízdy je převáženo několik cestujících, kteří mají podobný cíl cesty ale je možno objednat i přepravu na delší vzdálenosti.
Použití tohoto typu dopravy vyžaduje registraci. Jízdné je relativně nízké, začíná na 60 pencích a je závislé na přepravní
vzdálenosti.